# Nesochlamys kalypso
Nesochlamys kalypso är en insektsart som först beskrevs av George Willis Kirkaldy 1907.  Nesochlamys kalypso ingår i släktet Nesochlamys och familjen kilstritar.
Artens utbredningsområde är Fiji. Inga underarter finns listade i Catalogue of Life.